# Estornell superb
L'estornell superb (Lamprotornis superbus) és una espècie d'ocell de la família dels estúrnids (Sturnidae). Habita sabanes i praderies de l'est de Sudan del Sud, centre d'Etiòpia, Somàlia, Uganda, Kenya i sud de Tanzània. El seu estat de conservació es considera de risc mínim.